# Briançonnet
Briançonnet (Brianzonetto in italiano desueto e occitano) è un comune francese di 208 abitanti situato nel dipartimento delle Alpi Marittime della regione della Provenza-Alpi-Costa Azzurra.

## Società

### Evoluzione demografica
Abitanti censiti